# Ummidia armata
Ummidia armata là một loài nhện trong họ Ctenizidae. U. armata được miêu tả năm 1875 bởi Ausserer.